# Compagnie franco-espagnole du chemin de fer de Tanger à Fès

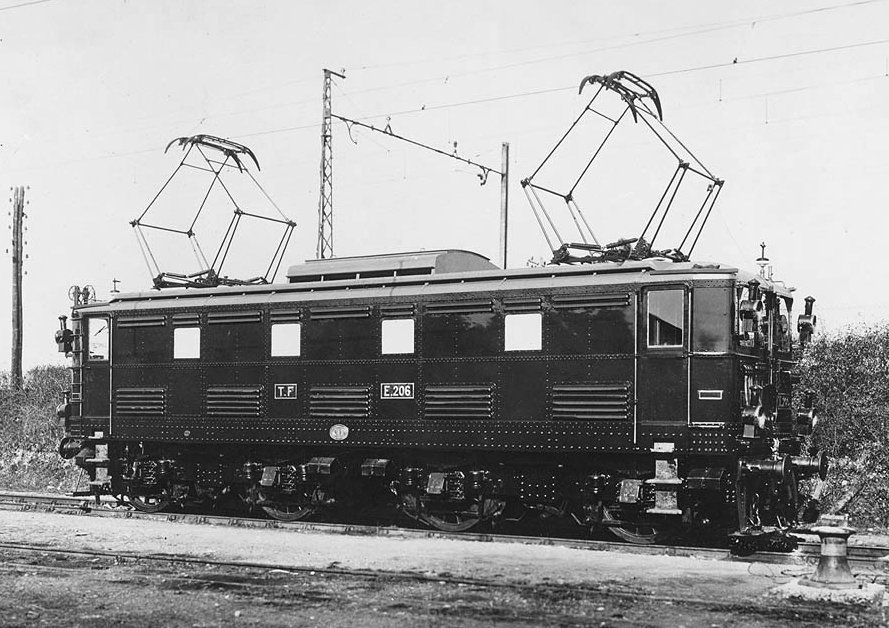
Elektrische Lokomotive Serie TF E 200, später CFM E 600.

Die Compagnie franco-espagnole du chemin de fer de Tanger à Fès, abgekürzt TF, war die Bahngesellschaft für die Eisenbahnstrecke von Tanger nach Fès im nachmaligen Staatsgebiet von Marokko. Der Bau dieser noch heute bestehenden Bahnstrecke ging auf ein deutsch-französisches Abkommen vom 4. November 1911 zurück (Marokko-Kongo-Abkommen). Französische und spanische Diplomaten unterzeichneten am 27. November 1912 ein Protokoll. Darin wurde unter anderem festgelegt, dass die durch die Bankenkonsortien Compagnie générale du Maroc und Compagnie General espanola de Africa zu gründende Bahnunternehmung zu 60 % in französischen und zu 40 % in spanischen Besitz gelangen sollte.
Der Erste Weltkrieg war für die Bauarbeiten hinderlich. Ab 1919 wurden sie in normalem Tempo fortgesetzt. Die Strecke wurde schrittweise eröffnet:
- Fès–Sidi Kacem: 4. Mai 1923
- Sidi Kacem–Mechra Bel Ksiri: 12. August 1925
- Mechra Bel Ksiri–Souq Larbi al Gharb: 1. Juli 1926
- Souq Larbi al Gharb–Tanger: 25. Juli 1927

Als Triebfahrzeuge kamen Dampflokomotiven aus Beständen der Compagnie des chemins de fer de Paris à Lyon et à la Méditerranée und der Compagnie du chemin de fer de Paris à Orléans zum Einsatz.
1963, wenige Jahre nach dem Ende der französisch-spanischen Kolonialherrschaft, ging die TF in der neugegründeten staatlichen Eisenbahngesellschaft, der ONCF, auf.